# (39869) 1998 DV27
(39869) 1998 DV27 est un astéroïde de la ceinture principale d'astéroïdes découvert en 1998.

## Description
(39869) 1998 DV27 a été découvert le 21 février 1998 à l'observatoire de Kitt Peak, situé dans l'Arizona (États-Unis), par le projet Spacewatch de l’université de l'Arizona.

### Caractéristiques orbitales
L'orbite de cet astéroïde est caractérisée par un demi-grand axe de 2,40 ua, un périhélie de 2,01 ua, une excentricité de 0,16 et une inclinaison de 2,37° par rapport à l'écliptique. Du fait de ces caractéristiques, à savoir un demi-grand axe compris entre 2 et 3,2 ua et un périhélie supérieur à 1,666 ua, il est classé, selon la JPL Small-Body Database, comme objet de la ceinture principale d'astéroïdes.

### Caractéristiques physiques
(39869) 1998 DV27 a une magnitude absolue (H) de 14,8 et un albédo estimé à 0,578.